# Harduin de Tonnerre
Harduin de Tonnerre, mort en 1065, est un religieux français du milieu du XIe siècle, évêque de Langres au milieu du XIe siècle, issu de la dynastie des Milonides, comtes de Tonnerre.

## Biographie

### Origines
Harduin est issu de la dynastie comtale de Tonnere, les Milonides. Il est le fils de Rainard/Renaud Ier (vivant v. 907, 1009-1040), comte de Tonnerre, et de son épouse Helvide/Helvis/Hervise, probablement [de Breteuil],. Il pourrait être parent de l'évêque de Langres (1031-1049), Hugues de Breteuil.
Il est mentionné pour la première fois dans des actes de son père, datés de 1031/1035 et de 1034/1038, aux côtés de sa mère, Helvide, et sa sœur Ermengarde.

### Carrière
Harduin est d'abord archidiacre à Noyon.
Il succède à Hugues Ier de Breteuil, déposé par le pape Léon IX en 1049 pour simonie,, et travaille à réparer les torts de son prédécesseur.
Il est sacré en 1050 par Halinard, archevêque de Lyon, en présence du pape Léon IX, qui sacra également à Langres Fromond II comme évêque de Troyes.
Estimé du roi Henri Ier, il assiste au sacre de son fils Philippe Ier en 1060 à Reims où il porte durant la cérémonie le sceptre royal. Il tenait durant ce sacre le troisième rang, ordre que ses successeurs conserveront,.
À sa mort en 1065, il est remplacé par son cousin Hugues-Renaud de Bar.